# Жигор
Жиго́р (фр. Gigors, окс. Gigòrds) — коммуна во Франции, находится в регионе Прованс — Альпы — Лазурный Берег. Департамент коммуны — Альпы Верхнего Прованса. Входит в состав кантона Тюрье. Округ коммуны — Форкалькье.
Код INSEE коммуны — 04093.

## Население
Население коммуны на 2008 год составляло 58 человек.
| 1962 | 1968 | 1975 | 1982 | 1990 | 1999 | 2008 |
| ---- | ---- | ---- | ---- | ---- | ---- | ---- |
| 38   | 29   | 34   | 37   | 39   | 41   | 58   |

## Климат
Жигор не имеет своей метеостанции, ближайшая находится в Талларе.
| Показатель                        | Янв. | Фев. | Март | Апр. | Май  | Июнь | Июль | Авг. | Сен. | Окт. | Нояб. | Дек. | Год  |
| --------------------------------- | ---- | ---- | ---- | ---- | ---- | ---- | ---- | ---- | ---- | ---- | ----- | ---- | ---- |
| Средний максимум, °C              | 6    | 8    | 12   | 15   | 19   | 24   | 27   | 27   | 22   | 17   | 10    | 7    | 16,2 |
| Средняя температура, °C           | 1,5  | 3    | 6,5  | 9    | 13   | 17   | 20   | 20   | 16   | 11,5 | 5,5   | 3    | 10,5 |
| Средний минимум, °C               | −3   | −2   | 1    | 3    | 7    | 10   | 13   | 13   | 10   | 6    | 1     | −1   | 4,8  |
| Норма осадков, мм                 | 33   | 29,4 | 28,9 | 43,4 | 38,7 | 40,9 | 33,3 | 36,7 | 46,2 | 63,7 | 48,8  | 34   | 477  |
| Источник: Relevé météo de Tallard |      |      |      |      |      |      |      |      |      |      |       |      |      |

## Экономика
В 2007 году среди 32 человек в трудоспособном возрасте (15—64 лет) 22 были экономически активными, 10 — неактивными (показатель активности — 68,8 %, в 1999 году было 61,5 %). Из 22 активных работали 20 человек (11 мужчин и 9 женщин), безработных было 2 (1 мужчина и 1 женщина). Среди 10 неактивных 5 человек были учениками или студентами, 4 — пенсионерами, 1 был неактивным по другим причинам.

## Достопримечательности
- Приходская церковь Сен-Лоран, основана во времена Каролингов, несколько раз перестраивалась
- 2 фонтана